# Michotamia deceptus
Michotamia deceptus là một loài ruồi trong họ Asilidae. Michotamia deceptus được Scarbrough & Hill miêu tả lần đầu năm 2000. Loài này phân bố ở miền Ấn Độ - Mã Lai.